# Osaka machi-bugyō
Les Osaka machi-bugyō (大阪町奉行, Osaka machi-bugyō) sont des samouraïs fonctionnaires du shogunat Tokugawa durant l'époque d'Edo au Japon. Les nominations à ce poste éminent sont généralement attribuées aux fudai daimyo, mais c'est un des postes supérieurs administratifs supérieurs ouverts à ceux qui ne sont pas daimyōs. L'interprétation classique de ce titre japonais est « commissaire », « surveillant » ou « gouverneur ».

## Présentation
Sous le contrôle du rōjū, ce titre du bakufu désigne un magistrat ou administrateur municipal responsable de la gouvernance et du maintien de l'ordre dans la ville shogunale d'Osaka, la province de Settsu et la province de Kawachi.
Les Osaka machi-bugyō représentent l'autorité publique centrale dans les centres urbains japonais de cette période. Ces officiers nommés par le bakufu remplissent un rôle unique, amalgame de chef de la police, juge et maire. Les machi-bugyō sont tenus de gérer une gamme de responsabilités administratives et judiciaires.
Les machi-bugyō doivent participer à la perception des impôts, aux activités de la police et des pompiers, et dans le même temps, doivent jouer un certain nombre de rôles judiciaires — instruire et juger à la fois les affaires civiles ordinaires et les affaires pénales. Chaque fonctionnaire travaille par relais, tantôt en service, tantôt hors service sur un rythme mensuel. Ils ont le devoir accepter de nouvelles tâches. Un machi-bugyō en congé n'accepte pas de nouvelles tâches, mais travaille toujours pour faire face aux tâches qui ont été précédemment acceptées. Grâce à ce système d'alternance, le bakufu laisse deux bugyō se surveiller, ce qui permet de décentraliser leur pouvoir, prévenant ainsi toute injustice.
À cette époque, les machi-bugyō sont considérés comme égaux en grade aux daimyōs mineurs. Il n'y a pas moins de seize machi-bugyo répartis dans tout le Japon, et il y en a toujours au moins un à Osaka.

## Ville shogunale
Durant cette période, Osaka se développe suffisamment pour être classée parmi les plus grands centres urbains, dont certains sont désignés « ville shogunale ». Le nombre de ces villes augmenté de trois à onze sous l'administration des Tokugawa.

### Higashimachi-bugyō
- 34e : Kawaji Toshiaki (1851-1852)[5].

### Nishimachi-bugyō
- 11e : Ōkubo Tadakata (1704-1708)[6].